# ミスキート族
ミスキート族（ミスキートぞく、スペイン語: Miskito）は、ホンジュラス・ニカラグアに住む民族。モスキート族（西: Mosquito）とも呼ばれる。中米に多く居住する先住民族で、ミスマルパ語族に属するミスキート語を話す。モスキートの名は、ミスキート語の"Mískitu"に由来し、昆虫の蚊（西: mosquitos）から出たのではなく、その逆でもない。スペインによる征服を免れた。

## 居住地
ホンジュラス・ニカラグア両国の沼沢の多い東部沿岸地方のモスキート海岸、北はホンジュラスのカーボカマロンから南はニカラグアのリオ・グランデ・デ・マタガルパにまで及ぶ区域に住む。かつては人口も多かったが、今は少数になっている。

## 生活
焼畑農業を営むかたわら、ブタ、ヒツジ、ヤギ、ウシ、ウマを飼育している。主食はキャッサバ、野性食糧。
男性は装飾と虫除けをかねて、黒い塗料を全身に塗りたくっている。